# Miio
Le Miio erano un duo musicale svedese attivo fra il 2003 e il 2005 e formato da Josefine Wahlsten e Linnéa Roxeheim, quest'ultima poi sostituita da Mia Schotte.

## Storia del gruppo
Le Miio sono salite alla ribalta nel 2003 con il loro singolo di debutto När vi två blir en, che ha raggiunto la 3ª posizione della classifica svedese ed è stato certificato disco d'oro con oltre 10 000 copie vendute a livello nazionale. Il successo è stato ripetuto dal secondo singolo Ska vi gå hem till dig, che ha scalato la classifica nazionale fino ad arrivare al 2º posto, e che ha anticipato l'album På vårt sätt, il quale si è fermato alla 15ª posizione.
Nel 2004 Linnéa Roxeheim ha lasciato il progetto ed è stata sostituita da Mia Schotte, con cui l'altra metà del duo, Josefine Wahlsten, ha registrato un secondo album, Fever, contenente i singoli di successo Girls Just Want to Have Fun (6º posto in classifica) e Once (5ª posizione).

## Discografia

### Album in studio
- 2003 – På vårt sätt
- 2004 – Fever

### Singoli
- 2003 – När vi två blir en (feat. Daddy Boastin')
- 2003 – Ska vi gå hem till dig (feat. Ayo)
- 2004 – Girls Just Want to Have Fun (feat. Dita)
- 2005 – Once